# Ladenbergia pavonii
Espèce
Synonymes
- Buena pavonii (Lamb.) Wedd.[1]
- Cascarilla pavonii (Lamb.) Wedd.[1]
- Cinchona cava Pav. ex Lamb.[1]
- Cinchona pavonii Lamb.[1]
- Ladenbergia cava (Pav. ex Lamb.) Klotzsch[1]

Statut de conservation UICN

 NT  : Quasi menacé
Ladenbergia pavonii est une espèce de plantes de la famille des Rubiaceae.

## Publication originale
- Publications of the Field Museum of Natural History, Botanical Series 7: 201. 1931.